# Reštanj
Reštanj je naselje v  Mestni občini Krško.
Naselje je dobilo ime po gradu Reštanj (nemško Reichenstein), prvič pisno omenjen leta 1304. Leta 1206 se omenja vitez Albert de Reichenstein. Na začetku 15.stoletja rod Reštanjskih vitezov izumre. Leta 1479 so grad zavzeli Obri (Matija Korvin). Po ustnem izročilu naj bi na grad streljali z dolgimi verigami, katere so razruvale zidovje in so po njih osvajalci preplezali v grad. Leta 1573 naj bi grad razvalili kmečki uporniki in od takrat naprej ni bil več obnavljan. Leta 1629 je stalo samo še nekaj zidovja. Kmetje so kamenje gradu uporabljali za gradnjo svojih domov. 
Leta 1796 je kovač Andrej Grabner na Reštanju odkril najdišče premoga.